# Галун-Блох Марія
Марія Галун, у шлюбі Галун-Блох (1 грудня 1910, Комарно — 7 лютого 1998, Кембридж) — дитяча американська письменниця українського походження.

## З життєпису
Марія Галун народилася 1 грудня 1910 в Комарно, Австро-Угорщина. Перед Першою світовою війною з батьками виїхала з України до США — потрапила до США у віці 4-х років.
Закінчила Чиказький університет і в 1935 р. одержала звання доктора філософії в економіці. Працювала в департаменті праці у Вашингтоні. У повоєнний час переїхала до Денвера. Померла 7 лютого 1998 р. в м. Кембріджі (Массачусетс), похована в Еванстоні.
Журналістка Роксолана Яримович (Roxolana Yarymovych) характеризує Марію Блох як «унікальну і виняткову особистість». А відома громадська діячка Дарія Маркусь підкреслює надзвичайну цінність творів Марії Блох для збереження української ідентичності в діаспорі.

### Творчість
B 1946 р. Марія опублікувала свою першу книгу для дітей «Doffer Danny». Марія Блох загалом написала кілька ілюстрованих книг для дітей, використовуючи сюжети зі своєї української спадщини. Зокрема, це історії молодої українсько-американської дівчини і її боротьби за збереження своєї ідентичності в американському оточенні. Інша книжка, яка стосувалася життя українців в Америці «Aunt America» (1963), була відзначена Американською Бібліотечною Асоціацією в 1963 і була включена до Головного Списку для одержання Білої Нагороди Вільяма Аллена у 1966 році. Перу Марії Блох належать також кілька історичних книг на українську тематику середніх віків. Твори з українською тематикою: «The Two Worlds of Damyan» (1966), «Ivanko and the Dragon» (1969), «Son of Mikula» (1972), «Displaced Person» (1978). Переклала англійською українські народні казки (Ukrainian Folk Tales). 
Померла Марія Галун Блох у 1998 в Кембріджі, Массачусетс.
Галун-Блох Марія — авторка понад 20 книг: «Dunny Duffer» (1946), «Herbert the Electrical Mouse» (1953), «Mare of Clark Avenue» (1957), «Aunt America» (1963), перекладів з української та ін.